# Zygia claviflora
Zygia claviflora là một loài thực vật có hoa trong họ Đậu. Loài này được (Spruce ex Benth.) Barneby & J.W. Grimes miêu tả khoa học đầu tiên năm 1997.